# Aglossosia chrysargyria
Aglossosia chrysargyria là một loài bướm đêm thuộc phân họ Arctiinae, họ Erebidae.